# USS Porter (DD-356)
USS Porter (DD-356) là một tàu khu trục, là chiếc dẫn đầu trong lớp của nó bao gồm tám chiếc được Hải quân Hoa Kỳ chế tạo vào giữa những năm 1930. Nó là chiếc tàu chiến thứ ba của Hải quân Hoa Kỳ được đặt tên theo Thiếu tướng Hải quân David Porter (1780-1834), và con ông, Đô đốc David Dixon Porter (1813-1891). Porter đã phục vụ trong Chiến tranh Thế giới thứ hai cho đến khi bị mất do trúng ngư lôi trong Trận chiến quần đảo Santa Cruz tại Thái Bình Dương vào tháng 10 năm 1942.

## Thiết kế và chế tạo
Porter được đặt lườn vào ngày 18 tháng 12 năm 1933 tại xưởng tàu của hãng New York Shipbuilding Corporation ở Camden, New Jersey. Nó được hạ thủy vào ngày 12 tháng 12 năm 1935, được đỡ đầu bởi cô Carlile Patterson Porter; và được cho nhập biên chế tại Philadelphia vào ngày 27 tháng 8 năm 1936 dưới quyền chỉ huy của Hạm trưởng, Trung tá Hải quân Forrest B. Royal.

## Lịch sử hoạt động
Sau chuyến đi chạy thử máy đưa nó đến tận vùng biển ngoài khơi Bắc Âu, Porter viếng thăm St. John's, Newfoundland cho các hoạt động lễ hội đánh dấu sự kiện Đăng quang của Vua George VI của Anh vào tháng 5 năm 1937. Nó được sửa chữa và đại tu tại Xưởng hải quân Washington vào tháng 6-tháng 7 năm 1937 trước khi được điều động sang Hạm đội Thái Bình Dương. Nó băng qua kênh đào Panama và đi đến San Francisco, California vào ngày 5 tháng 8 năm 1937. Nó hoạt động liên tục cùng Hạm đội Thái Bình Dương, đặt cảng nhà tại San Diego, California, cho đến khi Thế Chiến II bùng nổ.
Vào ngày 5 tháng 12 năm 1941, Porter khởi hành từ Trân Châu Cảng, nên đã tránh được cuộc tấn công do Hải quân Đế quốc Nhật Bản thực hiện hai ngày sau đó. Nó tuần tra cùng các tàu tuần dương và tàu khu trục tại vùng biển Hawaii trước khi lên đường cùng một đoàn tàu vào ngày 25 tháng 3 năm 1942 để quay về vùng bờ Tây. Nó hoạt động ngoài khơi bờ Tây cùng Lực lượng Đặc nhiệm một trong bốn tháng tiếp theo, quay trở lại Trân Châu Cảng vào giữa tháng 8, huấn luyện tại vùng biển Hawaii cho đến ngày 16 tháng 10 khi nó lên đường cùng Lực lượng Đặc nhiệm 16 hướng sang vùng quần đảo Solomon.
Vào ngày 26 tháng 10 năm 1942, Lực lượng Đặc nhiệm 16 đụng độ không quân ác liệt với một lực lượng Nhật Bản hùng hậu về phía Đông Bắc Guadalcanal trong Trận chiến quần đảo Santa Cruz. Trong hoạt động tác chiến tiếp theo, Porter trúng ngư lôi, và sau khi thủy thủ đoàn bỏ tàu, nó bị chiếc tàu khu trục USS Shaw đánh đắm bằng hải pháo. Các nguồn khác nhau cho biết những thông tin trái ngược về xuất xứ quả ngư lôi đã đánh hỏng Porter: tác giả Eric Hammel cho rằng đó là một trong một loạt ba quả ngư lôi bắn ra từ tàu ngầm Nhật I-21; nhưng tác giả Richard B. Frank lại cho rằng các tài liệu của Nhật không ghi lại tình huống này, và rất có thể đây là một quả ngư lôi từ một máy bay ném bom-ngư lôi TBF Avenger bị bắn rơi đã trúng phải Porter khiến nó hỏng nặng.
Tên của Porter được cho rút khỏi danh sách Đăng bạ Hải quân vào ngày 2 tháng 11 năm 1942.

## Phần thưởng
Porter được tặng thưởng một Ngôi sao Chiến trận do thành tích phục vụ trong  Chiến tranh Thế giới thứ hai.